# Undisputed II: Last Man Standing
Undisputed II: Last Man Standing é um filme americano de artes marciais de 2006 lançado diretamente em vídeo, dirigido por Isaac Florentine e estrelado por Michael Jai White, Scott Adkins, Eli Danker e Ben Cross. É a sequência do filme de boxe Undisputed 2002. Michael Jai White interpreta o ex-pugilista George "Iceman" Chambers, um papel originalmente interpretado por Ving Rhames no primeiro filme. Seguiram-se duas sequências: Undisputed III: Redemption (2010) e Boyka: Undisputed (2016), que continuam a história do presidiário russo Yuri Boyka, interpretado por Scott Adkins.

## Enredo
Alguns anos depois de lutar contra Monroe "Undisputed" Hutchens (Wesley Snipes) na prisão, o ex-campeão de boxe George "Iceman" Chambers (agora interpretado por Michael Jai White) visita a Rússia para uma série de lutas de boxe e comerciais, e onde depois de uma armação ele é condenado por posse de cocaína e novamente enviado para a prisão. Na prisão russa, ele descobre uma série de lutas ilegais de artes marciais mistas dominadas pelo detento Yuri Boyka. Os funcionários da prisão organizam essas lutas e fazem grandes apostas paralelas para obter lucro pessoal, muitas vezes às custas dos combatentes. Chambers compartilha uma cela com Steven Parker, um drogado britânico, de quem se torna amigo.
Chambers é forçado a lutar com Boyka, o que acaba acontecendo duas vezes apesar da grande resistência do boxeador americano durante a maior parte da história em meio a torturas.
Chambers faz amizade com Crot (Eli Danker), um soldado veterano detento, que lhe dá conselhos e ensina novas técnicas de luta para enfrentar Boyka.

## Elenco
- Michael Jai White como George "Iceman" Chambers
- Scott Adkins como Yuri Boyka
- Eli Danker como Crot / Nikolai
- Ben Cross como Steven Parker
- Mark Ivanir como Gaga
- Ken Lerner como Phil Gold
- Daisy Lang como Svetlana
- Silvio Simac como Arkady Davic
- Ivaylo Geraskov como Alexi
- Valentin Ganev como Warden Markov
- Atanas Srebrev como Dmitri
- Michail Elanov como Sergei
- Velizar Binev como Kiril